# Naabdemenreuth
Naabdemenreuth ist ein Gemeindeteil der Stadt Windischeschenbach im Oberpfälzer Landkreis Neustadt an der Waldnaab in Bayern.

## Geografie
Der Weiler, der bis zum 1. Januar 1972 eine Gemeinde war, liegt nordwestlich von Windischeschenbach. Die Fichtelnaab, ein 42 km langer rechter Nebenfluss der Naab, fließt am nördlichen Ortsrand. Südwestlich befindet sich das Geo-Zentrum am KTB. Naabdemenreuth liegt nahe der Bahnstrecke Weiden–Oberkotzau.

## Vereine
- Freiwillige Feuerwehr Naabdemenreuth, gegründet im Jahr 1885[2]